# Alexander Thomson (escritor)
Alexander Thomson (Corstorphine, Escocia, 19 de diciembre de 1889 – 14 de abril de 1966) fue un escritor religioso involucrado en el trabajo de la Cuidadosa Publicación de Concordancias o CPC (de sus siglas en inglés: Concordant Publishing Concern) publicadores de la Concordant Literal Version de la Biblia.
Thomson recibió el crédito por las correcciones incluidas en la revisión de 1944 de la Versión con Concordancia. Fueron publicados comentarios por Thomson en la revista bimestral Unsearchable Riches (Inescrutables riquezas) de Cuidadosa Publicación de Concordancia. Luego, a partir de 1950, poco antes de su muerte, Thomson fue un editor y colaborador para el periódico The Differentiator (El Diferenciador), que revisó y comentó sobre la labor de traducción bíblica.
Ernest Oliver Knoch, hijo del fundador de CPC Adolph Ernst Knoch exeditor de Unsearchable Riches (Inescrutables riquezas), escribió sobre Thomson.

Los labores infatigables y desinteresados de Thomson fueron invaluables en la compilación de la Versión Concordante, y nos han dejado una huella inolvidable en la exactitud y valor de ese trabajo. [...Thomson y A. E. Knoch] fueron singularmente parecios en su posición firme para la verdad a como la percibían y en su esfuerzo infatigable para indagar la Palabra de Dios. Ambos fueron desinteresadamente dedicados a ... la compilación de la Versión Concordante.